# Skele e Vlorës
Skele e Vlorës är en hamn i Albanien.   Den ligger i prefekturen Qarku i Vlorës, i den sydvästra delen av landet, 100 km söder om huvudstaden Tirana.  
Trakten runt Skele e Vlorës består till största delen av jordbruksmark.  Runt Skele e Vlorës är det ganska tätbefolkat, med 86 invånare per kvadratkilometer.